# خبه (بلاد الروس)
خبه هي إحدى قرى مديرية بلاد الروس التابعة لمحافظة صنعاء اليمنية، بلغ تعداد سكانها 471 نسمة حسب أحصائيات عام 2004.